# 苏木乡
苏木乡，是中华人民共和国河南省開封市杞县下辖的一个乡镇级行政单位。 该乡盛产大蒜，在2006年全国第四届大蒜节上被评为中国大蒜产业十强乡（镇）。

## 行政区划
苏木乡下辖以下地区：
邓圈村、咸岗村、刘武屯村、候屯村、邹寨村、淮上村、花胡寨村、齐东村、栗岗村、寺头岗村、电池村、黄桩村、朱庄村、毛岗村、苏木村、张薛庄村、核桃园村、孙路口村、林寨村、四棵柳村、刘桩村、马房村、高庄村、陈寨村、闫营村、陶屯村、许店村、齐西村、后楚村和白屯村。